# Păuleni, Harghita

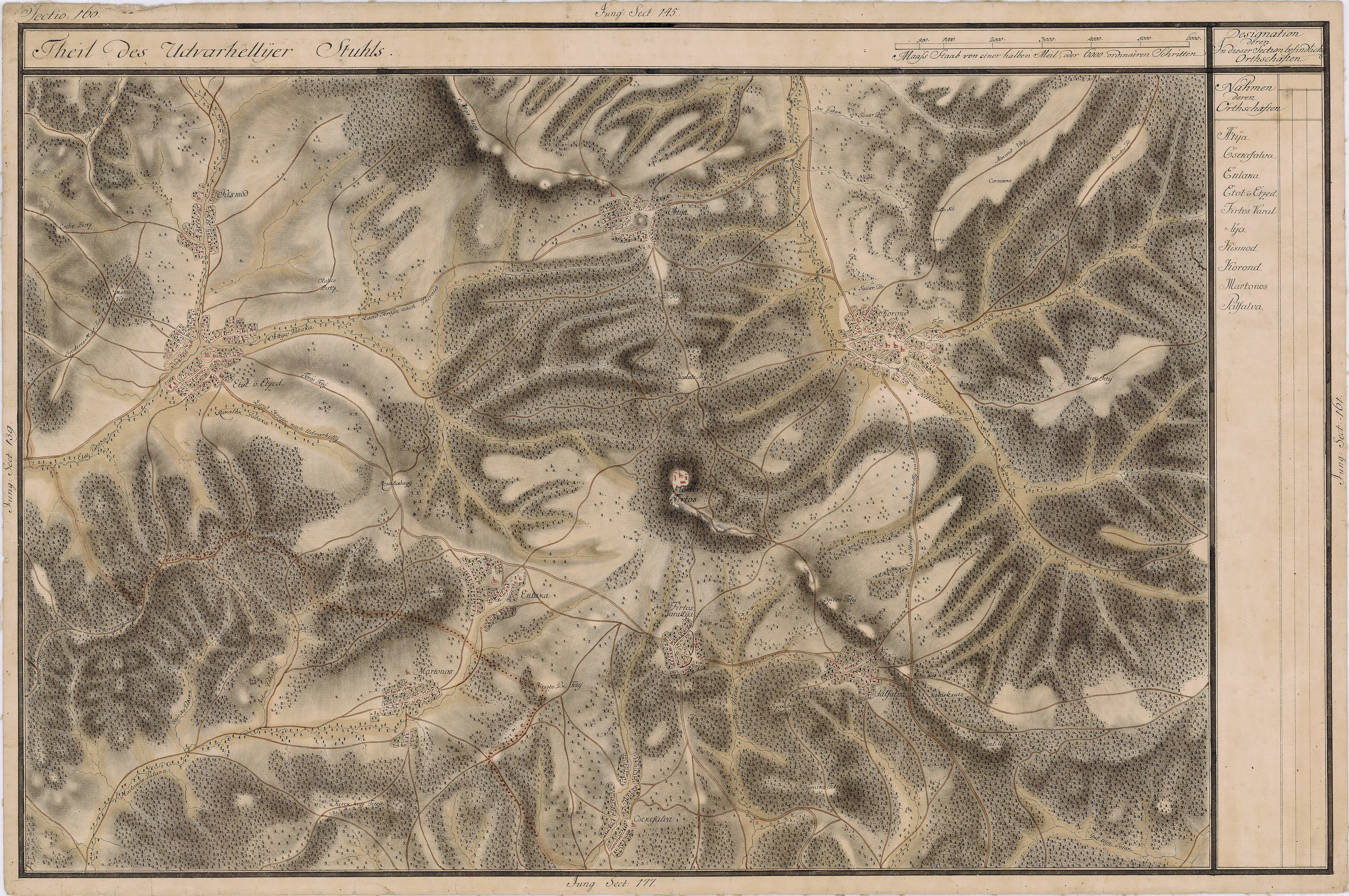
Păuleni în Harta Iosefină a Transilvaniei, 1769-73

Păuleni (maghiară Székelypálfalva) este un sat în comuna Lupeni din județul Harghita, Transilvania, România.

## Imagini

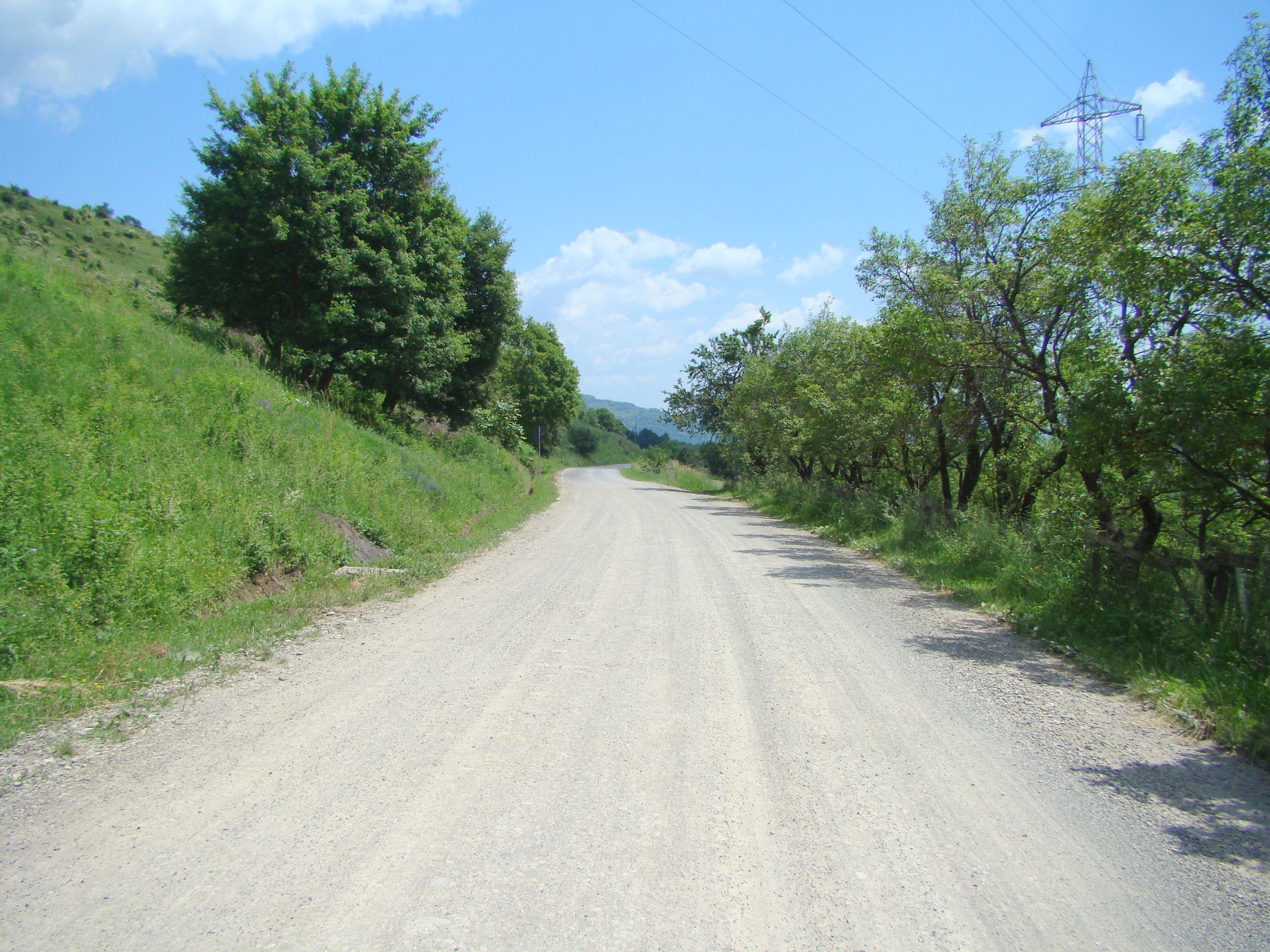
DJ 136 B spre Păuleni
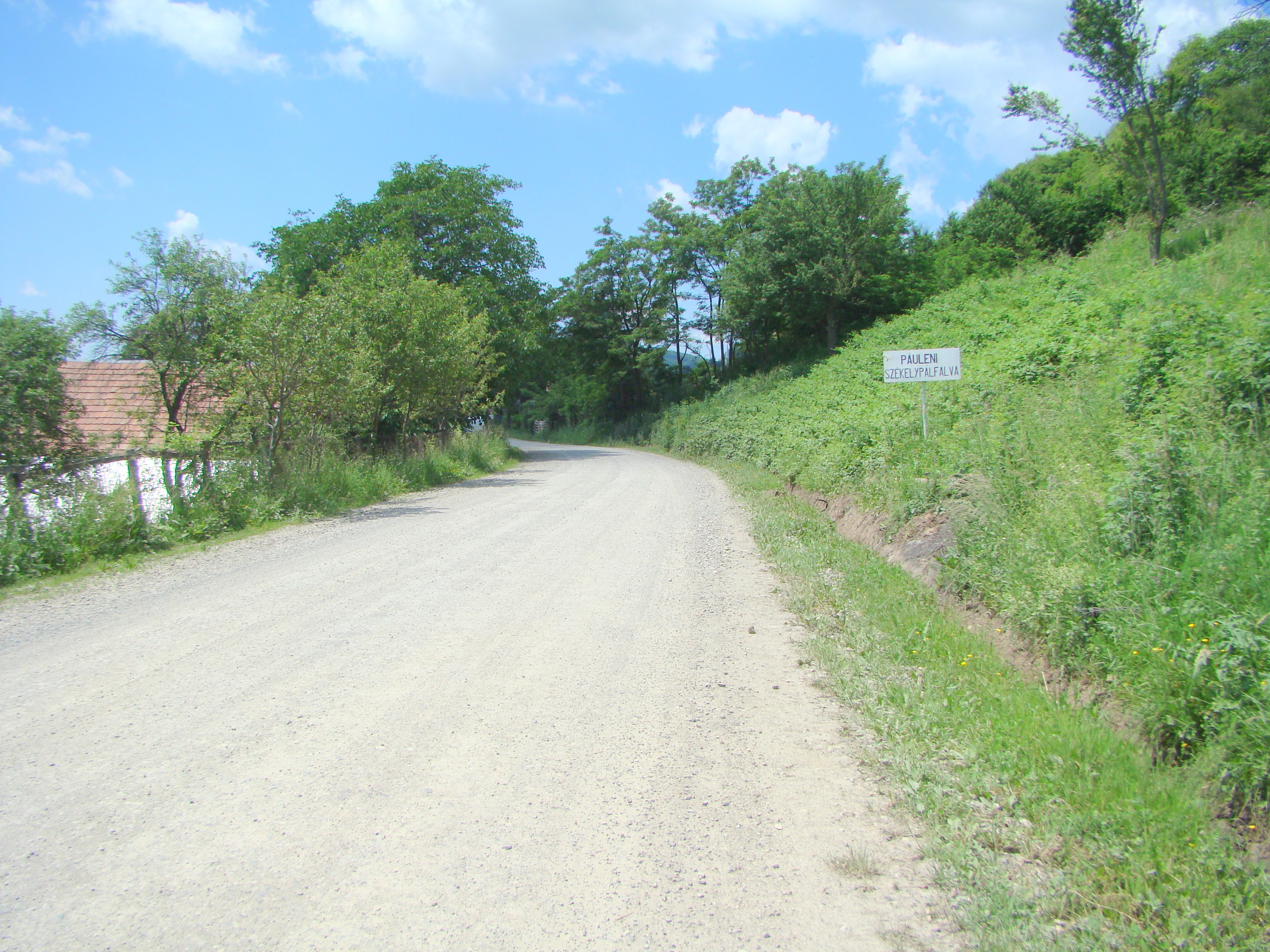
Intrarea în localitate
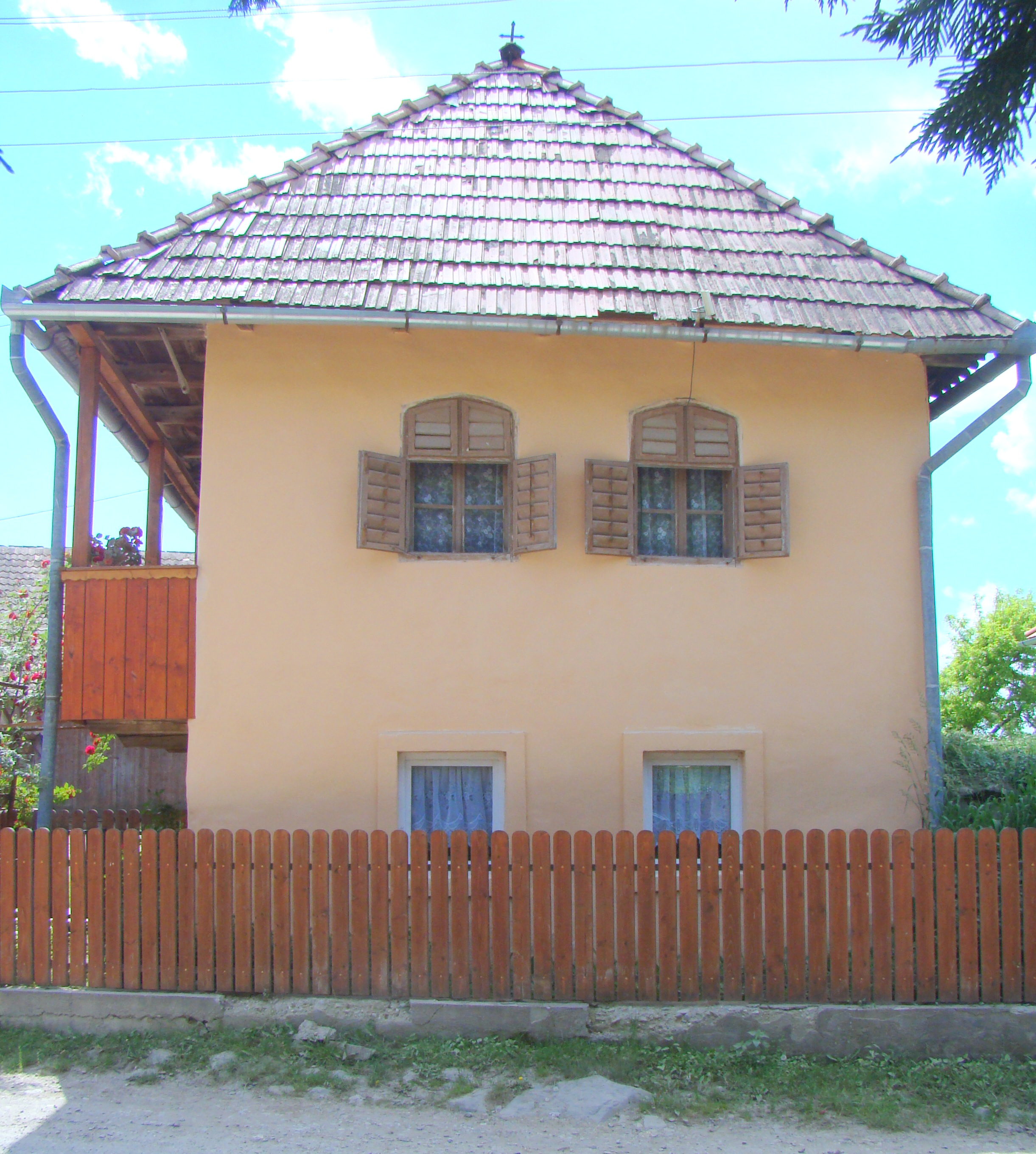
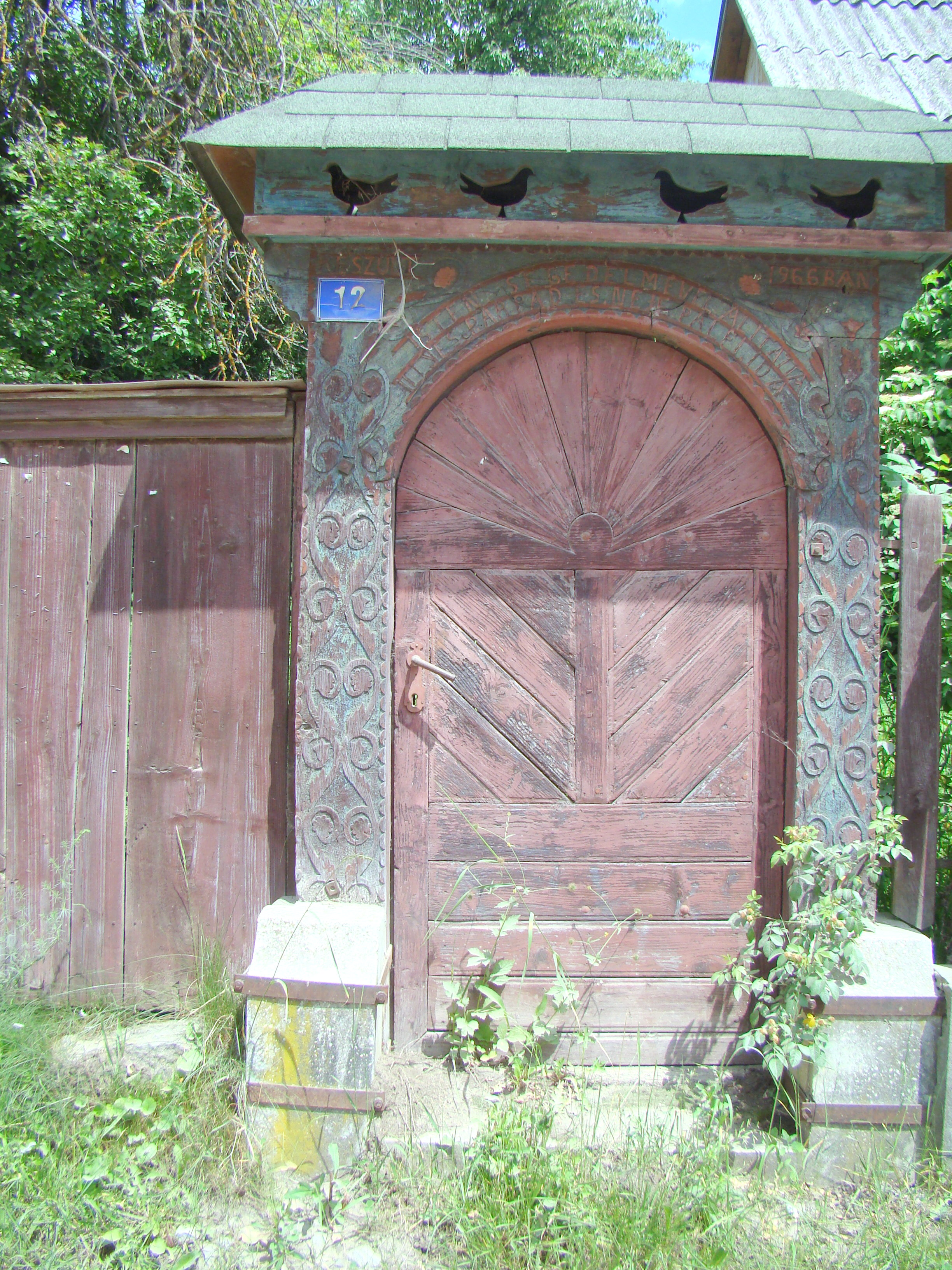
Poartă secuiască de lemn
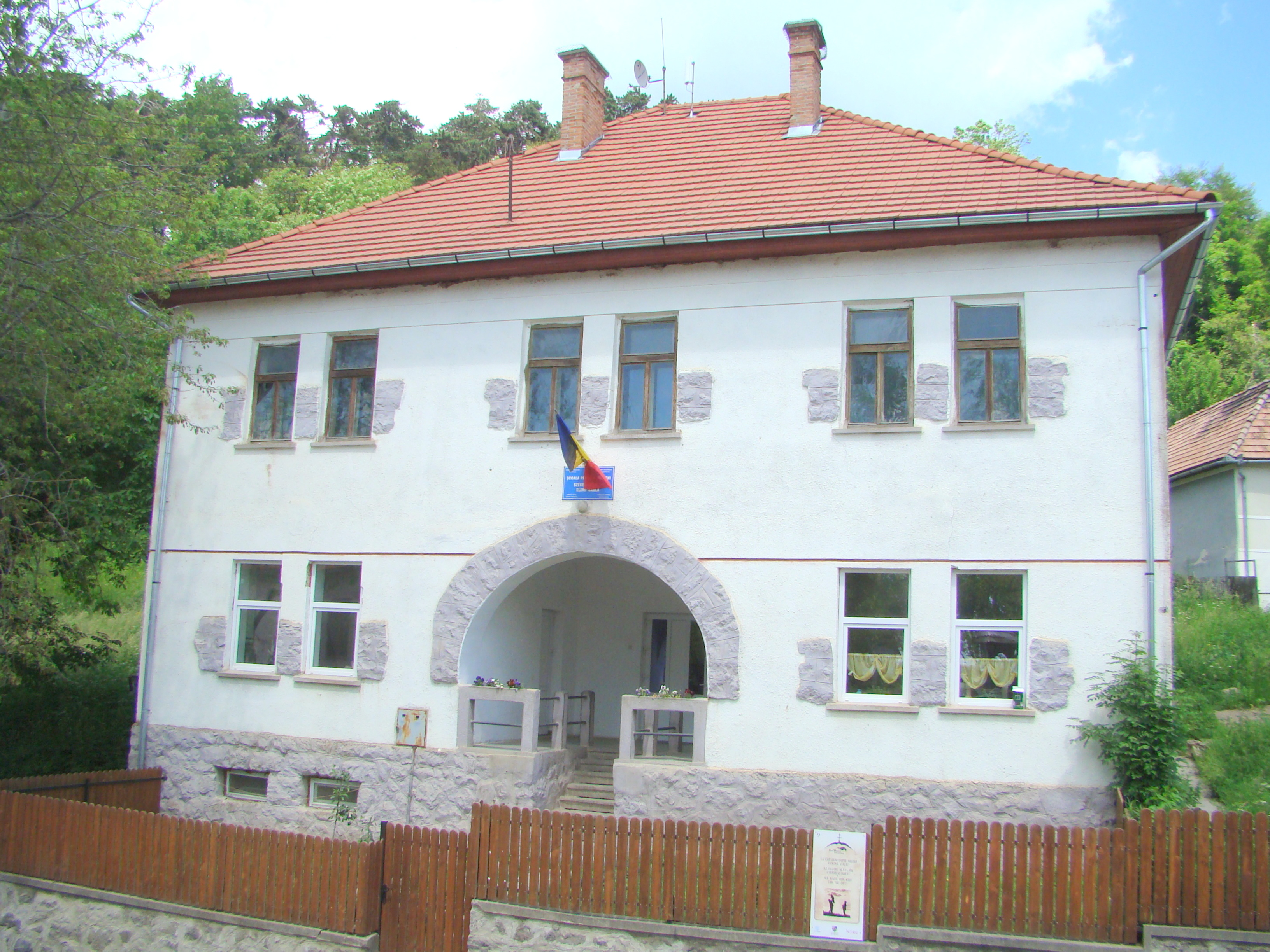
Școala
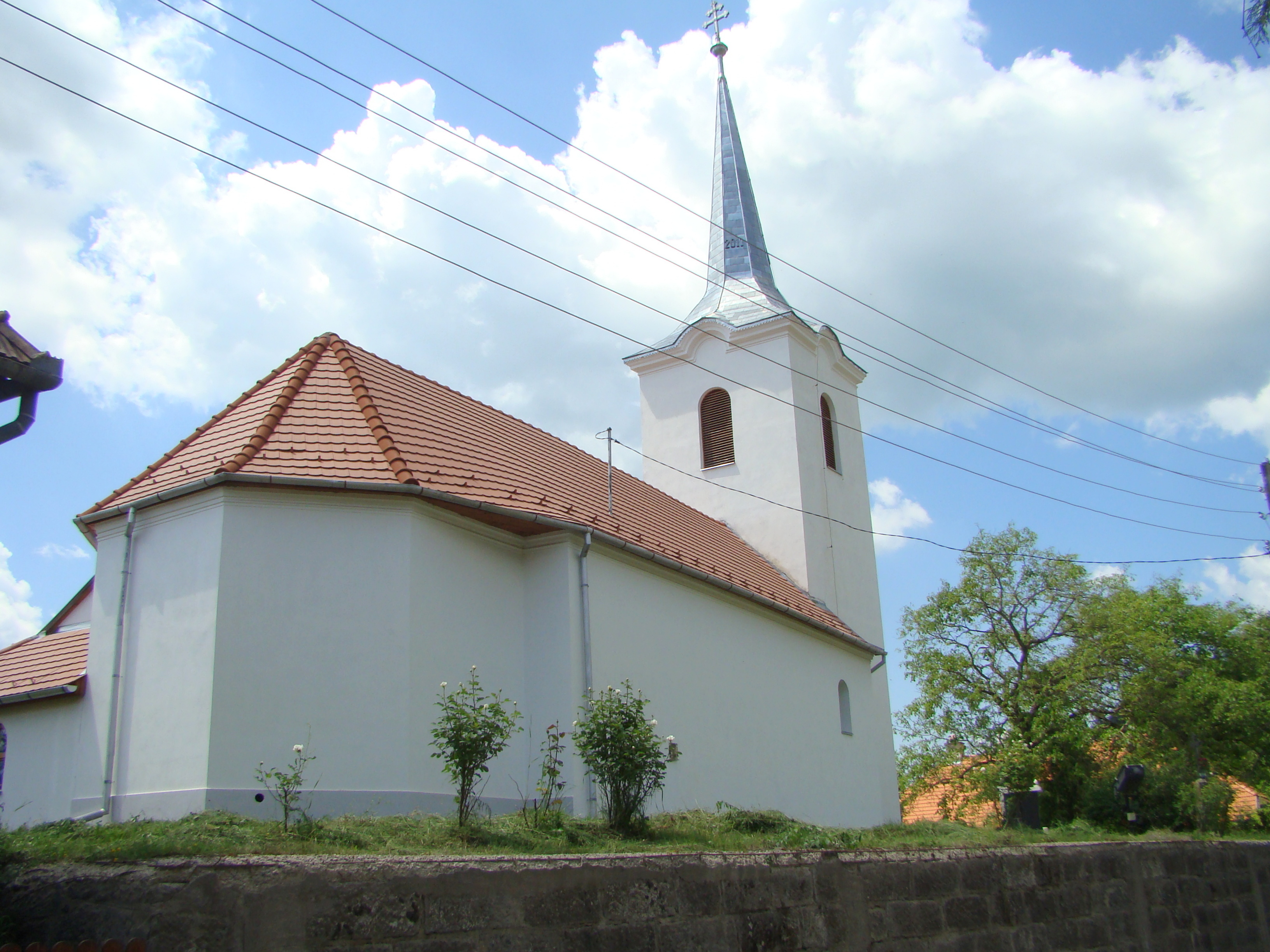
Biserica romano-catolică
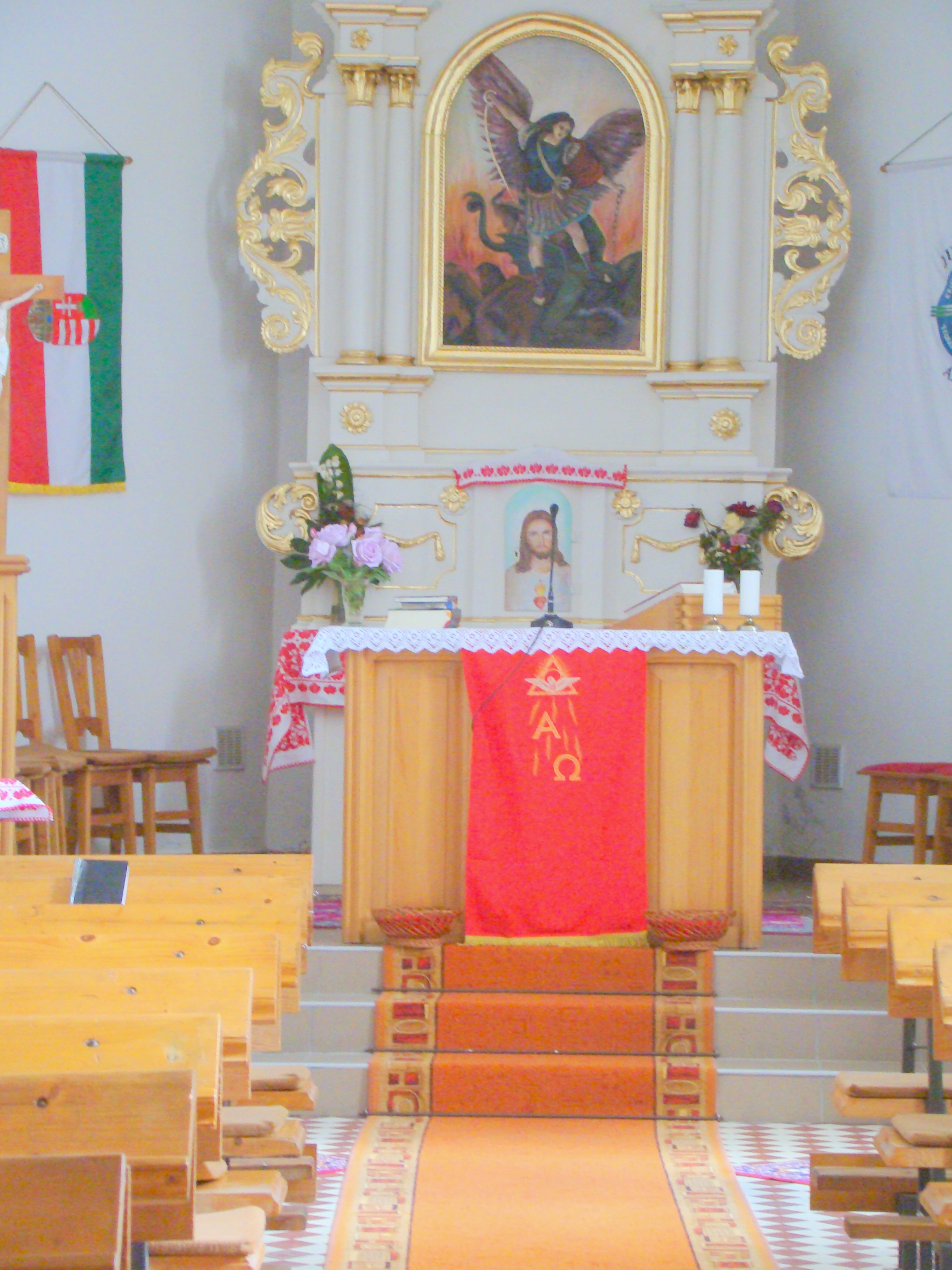
Biserica romano-catolică (altarul)
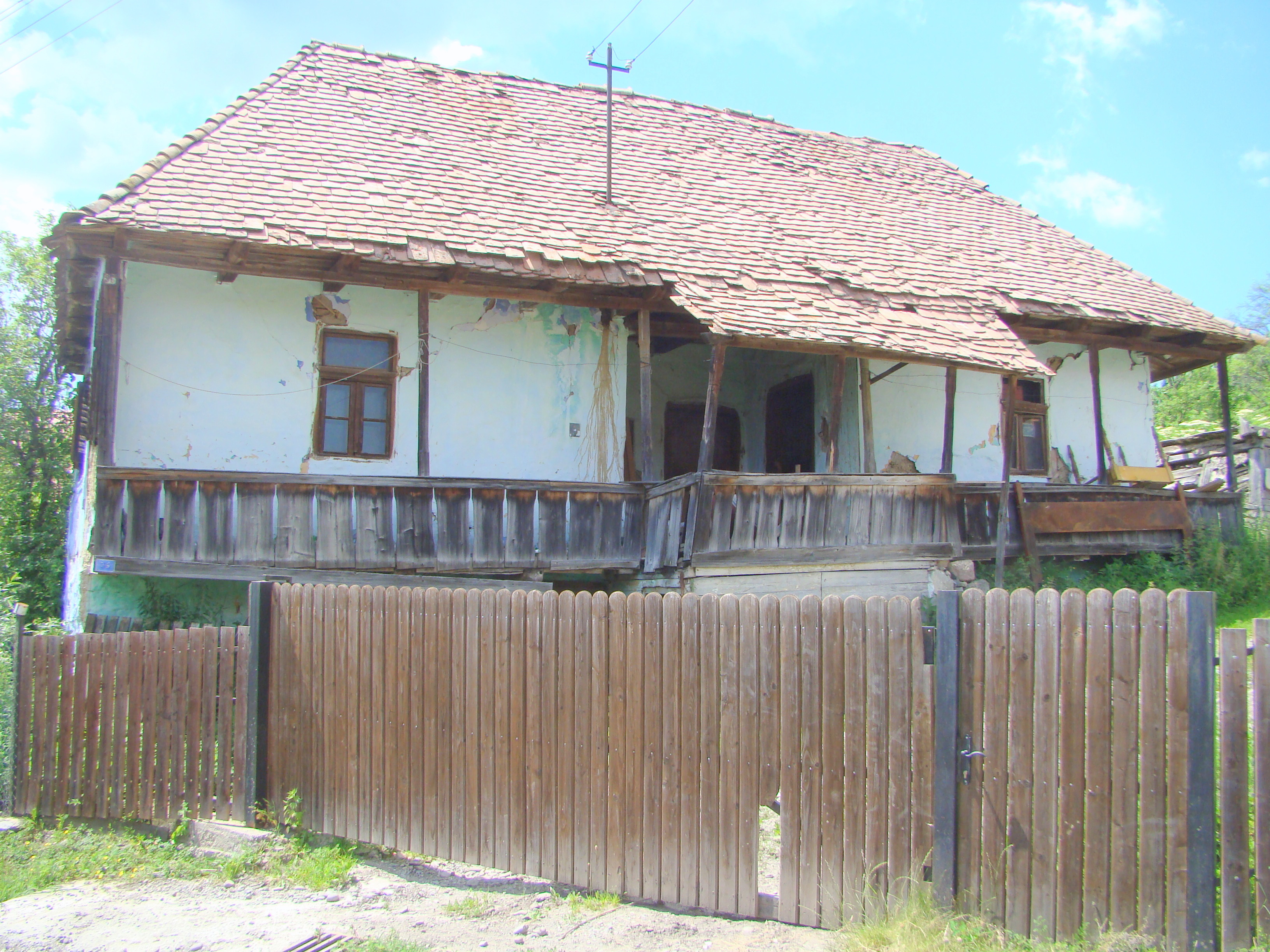
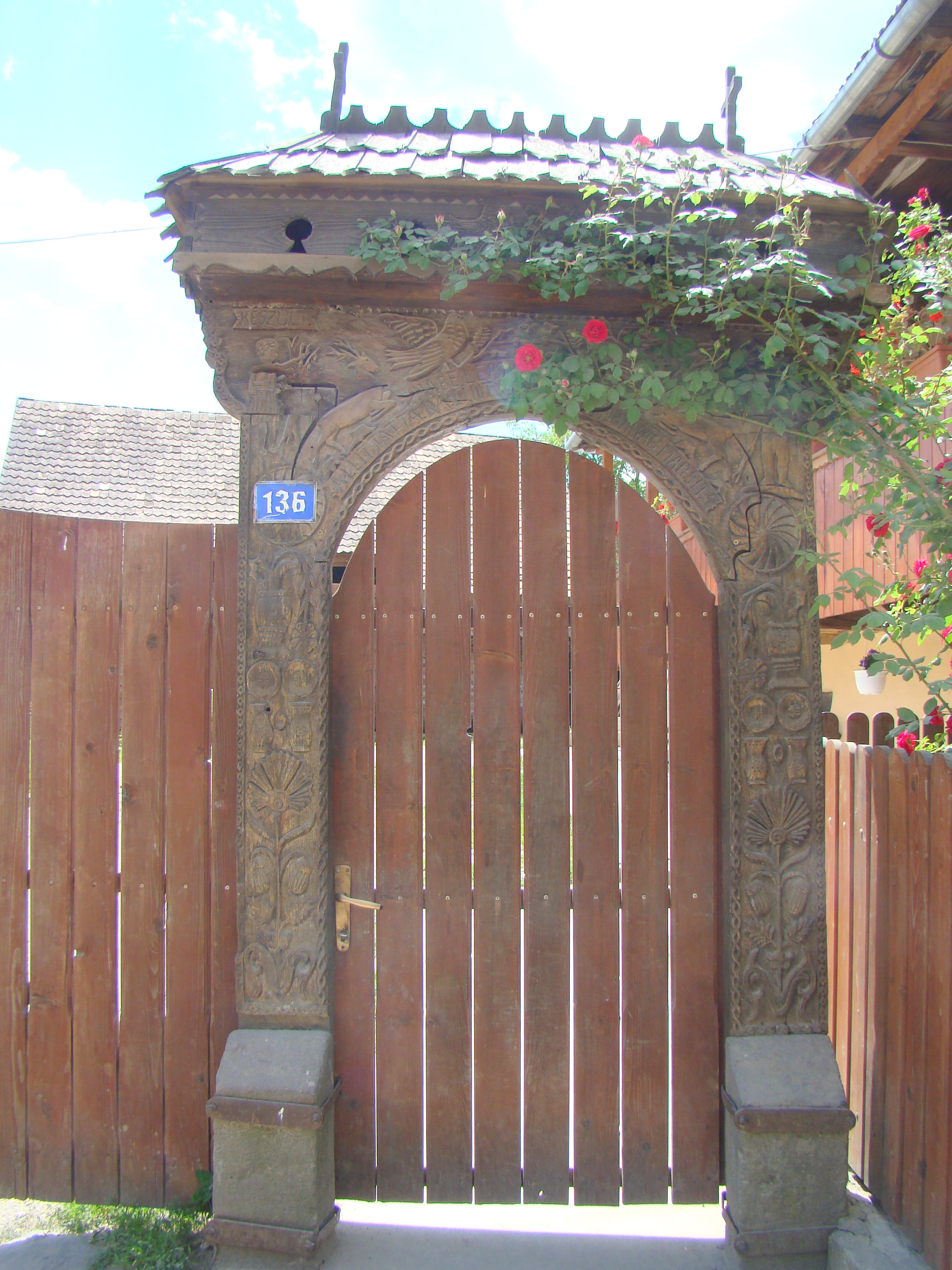
Poartă secuiască de lemn
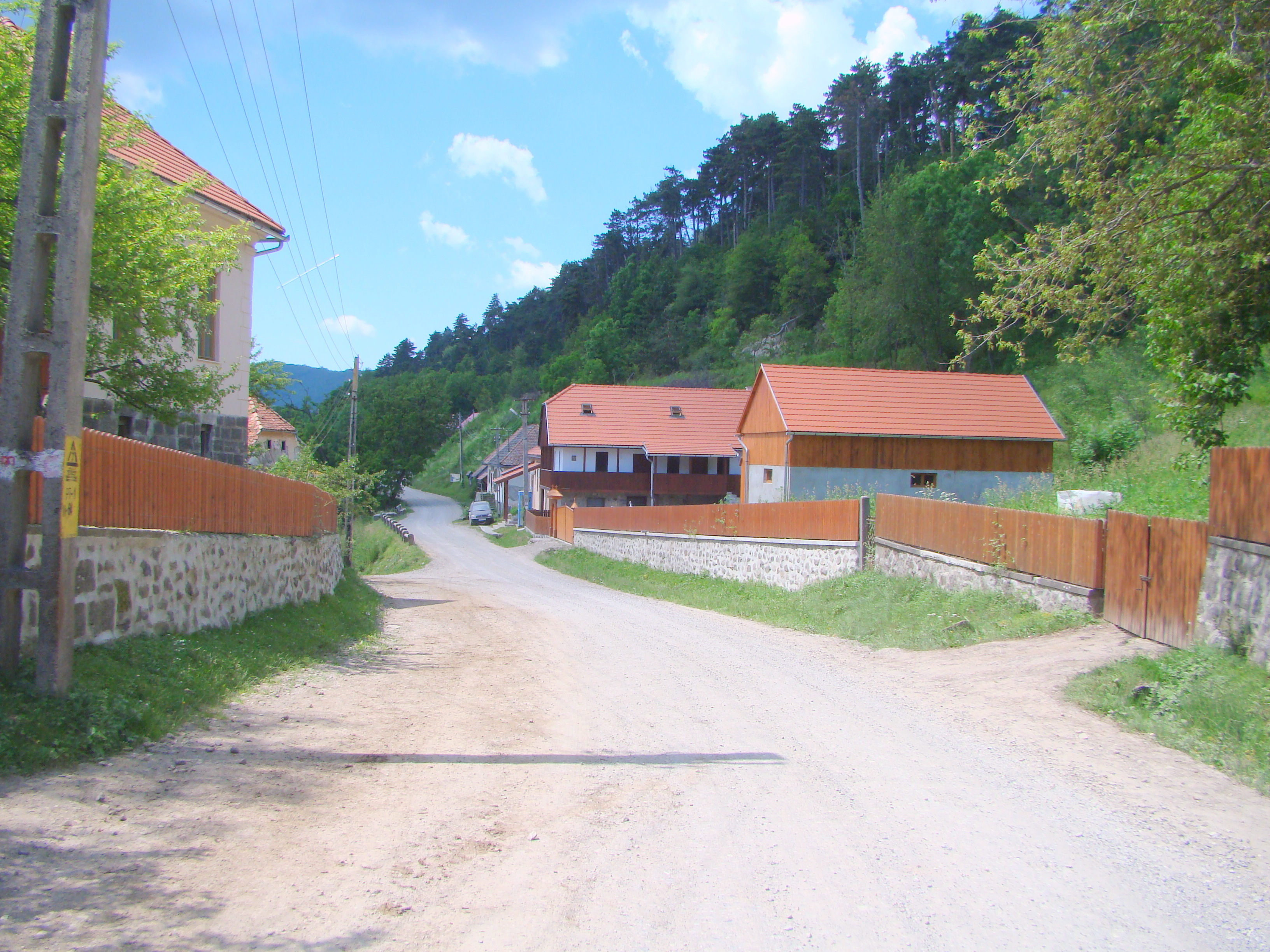

 Acest articol despre o localitate din județul Harghita este deocamdată un ciot. Puteți ajuta Wikipedia prin completarea lui.